# Echinotheridion
Echinotheridion là một chi nhện trong họ Theridiidae.